# Iurii Holîk
Iurii Holîk (în ucraineană Юрій Юрійович Голик; n. 21 decembrie 1977, Voroșilovgrad, RSS Ucraineană, URSS) este un antreprenor ucrainean, consultant politic și fost consilier al șefului Administrației Regionale de Stat Dnipropetrovsk. Este cunoscut în special pentru implicarea sa activă în implementarea programului național de infrastructură „Marea Construcție” (Velyke Budivnytstvo) și pentru gestionarea comunicării publice legate de proiectele de infrastructură susținute de Biroul Președintelui Ucrainei. Activitățile sale au fost subiectul mai multor scandaluri de corupție, reportaje de jurnalism de investigație și critici publice. Holîk are, de asemenea, legături de familie în Federația Rusă, ceea ce a atras atenția suplimentară în urma Invaziei Rusiei în Ucraina.

## Viața timpurie
Iurii Holîk s-a născut pe 21 decembrie 1977, în Luhansk, RSS Ucraineană. În 1999 a obținut o diplomă în finanțe și credit de la Universitatea Națională Est-Ucraineană. În mod notabil, tatăl său este cetățean rus, rezident în Moscova, și se presupune că lucrează pentru Procuratura Generală a Federației Ruse. Holîk și-a vizitat tatăl de mai multe ori după 2014, un fapt care a atras atenția publicului, având în vedere tensiunile geopolitice dintre Ucraina și Rusia.

## Cariera
Între 2015 și 2019, Iurii Holîk a fost consilier al lui Valentyn Reznichenko, șeful Administrației Regionale de Stat Dnipropetrovsk. În această perioadă, a fost implicat activ în implementarea proiectelor de infrastructură din regiune.
Între 2019 și 2020 a lucrat ca și consilier al prim-ministrului Oleksi Honcearuk. În 2020, a devenit coordonator al comunicării publice pentru programul național de infrastructură „Marea Construcție” (ucraineană: „Велике будівництво”), inițiat de Biroul Președintelui Ucrainei.  Iurii Holîk a participat regulat la reuniuni guvernamentale legate de proiectele de infrastructură și a fost văzut însoțindu-l pe Kyrylo Tymoshenko, adjunctul șefului Biroului Președintelui, în timpul inspecțiilor regionale.
Din iulie 2019, Iurii Holîk conduce programul „Dezvoltare Regională” la Institutul Ucrainean pentru Viitor (UIF), un think tank din Kiev. În iulie 2020, Holîk s-a alăturat Prezidiului Confederației Evreiești din Ucraina.

## Controverse

### Acuzații de corupție în proiecte de infrastructură
Iurii Holîk a fost implicat în mai multe investigații privind corupția legate de inițiativa națională de infrastructură a Ucrainei, programul „Marea Construcție”. În 2022, jurnaliști de investigație au raportat că Budinvest Engineering, o companie deținută parțial de un asociat al guvernatorului regiunii Dnipropetrovsk, Valentyn Reznichenko, a primit contracte de stat substanțiale pentru lucrări rutiere neurgente în Regiunea Dnipropetrovsk. Aceste contracte au fost atribuite în ciuda suspendării majorității reparațiilor de rutină în urma Invaziei Rusiei în Ucraina. Holîk, care a fost anterior consilier al lui Reznichenko, ar fi jucat un rol în alocarea acestor contracte. Ulterior, agenția anticorupție a Ucrainei a lansat o anchetă asupra Budinvest, iar anchetatorii au percheziționat domiciliul lui Holîk în legătură cu acest caz.
Investigații suplimentare au descoperit că un contractor asociat cu Iurii Holîk a fost implicat în proiecte de reparații rutiere în regiunile Kiev și Jîtomîr între 2018 și 2020. Experții au constatat că costul lucrărilor de reparații care nu au putut fi acceptate pentru exploatare a depășit 121 de milioane de UAH, sumă pe care compania a primit-o ilegal din buget. Directorul întreprinderii private a fost suspectat de deturnare de fonduri bugetare alocate pentru reparații rutiere, comisă de un grup de persoane în sumă deosebit de mare, prin înțelegere prealabilă.

### Acces neautorizat la Biroul Prezidențial
Deși nu deținea o poziție oficială, Iurii Holîk a fost observat vizitând cartierul prezidențial din Kiev, o zonă securizată cu puncte de control și accesibilă doar persoanelor cu autorizație specială. Media de investigație Bihus.Info a filmat vehiculul lui Iurii Holîk trecând prin aceste puncte de control fără oprire, sugerând că deținea un rol influent, dar neoficial, în cadrul Biroului Președintelui Ucrainei. Iurii Holîk a afirmat că locuiește în zonă, dar jurnaliștii l-au documentat venind dintr-o altă locație.

### Acuzații de scurgeri de informații de la Biroul Anticorupție
În 2024, Holîk a fost implicat într-un scandal privind scurgeri de informații de la Biroul Național Anticorupție al Ucrainei (NABU). Anchetatorii au confiscat telefonul lui Holîk, care conținea mesaje de la Heorhii Birkadze, consilier la Biroul Președintelui Ucrainei. Aceste mesaje includeau date din investigațiile preliminare ale NABU, cum ar fi documente interne și capturi de ecran ale corespondenței. S-a presupus că Birkadze fie avea acces direct la oficiali NABU, fie a fabricat mesaje pentru a părea că provin de la aceștia, furnizând ulterior informațiile lui Iurii Holîk. În urma acestor dezvăluiri, NABU a inițiat o investigație preliminară privind posibila scurgere de informații.

### Acuzații de manipulare a licitațiilor
În 2024, în timpul perchezițiilor efectuate de Biroul Național Anticorupție al Ucrainei (NABU), anchetatorii au confiscat telefoanele mobile ale lui Iurii Holîk. Analiza dispozitivelor a relevat corespondența dintre Holîk și omul de afaceri Denîs Ostrovskîi, fost proprietar al companiei de construcții SK Stroyinvest. Mesajele, datate în jurul anului 2021, includeau instrucțiuni de la Iurii Holîk privind obținerea de subvenții guvernamentale și cereri de actualizări privind proiecte de construcții specifice. Tonul comunicării sugera o relație ierarhică, cu Ostrovskyi părând subordonat. În urma acestei corespondențe, în noiembrie 2021, Stroyinvest a câștigat o licitație pentru construirea unui centru cultural în Kaniv, Regiunea Cerkasî. Jurnaliștii au remarcat că Stroyinvest a început să primească contracte de stat substanțiale după ce echipa Reznicenko–Holîk a preluat puterea în Administrația Regională de Stat Dnipropetrovsk, ridicând preocupări privind posibile conflicte de interese și abuz de influență în achizițiile publice.

### Plecarea din Ucraina în timpul investigațiilor
În iunie 2024 au apărut rapoarte că Iurii Holîk a părăsit Ucraina folosind sistemul „Shlyakh”, prezentând un certificat de dizabilitate pentru a obține permisiunea de plecare. Se presupune că se afla în Austria în acel moment. Această plecare a avut loc în mijlocul investigațiilor în curs privind implicarea sa în deturnarea fondurilor alocate pentru programul „Marea Construcție”. Plecarea lui Holîk din țară a ridicat preocupări cu privire la responsabilitate și eficacitatea măsurilor anticorupție ale Ucrainei.

### Scandalul privind conducta de apă din Krîvîi Rih
În 2025 a izbucnit un scandal în jurul activităților lui Iurii Holîk legate de construcția conductei principale de apă „Inhulets — Rezervorul de Sud” în Krîvîi Rih. Conform unei investigații jurnalistice, în timpul implementării proiectului, estimat la 7,7 miliarde de UAH, au fost identificate mai multe posibile încălcări: supraevaluarea lucrărilor de construcție, construcția tehnic nejustificată a unei a treia stații de pompare, utilizarea de țevi suplimentare fără calcule hidraulice adecvate și o creștere semnificativă a costurilor logistice. Suma totală a posibilelor supraplăți, potrivit jurnaliștilor, a depășit 3 miliarde de UAH.
Conform RBC-Ukraine, contractorul proiectului a fost compania „Automagistral-Pivden”, care ar avea legături cu Iurii Holîk și Oleksandr Boiko. În legătură cu faptele dezvăluite, Departamentul Principal de Investigații al Poliției Naționale a Ucrainei a inițiat proceduri penale pentru acuzații de abuz de putere și spălare de bani.
Conform unei declarații a Poliției Naționale a Ucrainei din 19 iunie 2025, suma totală a fondurilor de stat alocate pentru construcția aceleiași conducte a depășit 7,4 miliarde de UAH, din care peste 240 de milioane de UAH au fost confirmate ca fiind deturnate. Autoritățile au notat că pierderile totale ar putea ajunge la câteva miliarde de UAH. Conform investigației, schema frauduloasă a implicat supraevaluarea semnificativă a materialelor de construcție – până la 50% – prin furnizori afiliați, permițând spălarea fondurilor publice prin companii controlate. Pe baza dovezilor colectate, cinci persoane au fost acuzate oficial de infracțiuni. Dacă vor fi condamnate, acestea riscă până la doisprezece ani de închisoare cu confiscarea bunurilor.
Procurorul general al Ucrainei, Ruslan Kravcenko, în răspuns la un apel al companiei[[Automagistral-Pivden] din 28 iunie 2025, a declarat că a analizat personal detaliile procedurilor penale și a constatat că toate acuzațiile sunt legale, bine fundamentate și susținute de rezultatele expertizelor judiciare. El a menționat, de asemenea, că investigația rămâne imparțială și că, dacă este necesar, va fi efectuată o expertiză cuprinzătoare. El a garantat un audit al tuturor cazurilor penale din sectorul infrastructurii, subliniind că cei vinovați de corupție vor fi trași la răspundere, în timp ce acuzațiile nefondate vor fi respinse.